# Gran Mezquita de Begumpur
La Gran Mezquita de Begumpur es una mezquita en el distrito de Dindigul, en el estado de Tamil Nadu, India. Esta mezquita fue construida por el rey de Mysore Hyder Ali en el siglo XVII, y es considera como la más antigua de Dindigul.